# Никоновка (Омский район)
Никоновка — село в Омском районе Омской области России. Входит в состав Покровского сельского поселения. Находится на юге центральной части Омской области, в лесостепной зоне, в пределах Барабинской низменности, к востоку от реки Иртыш, на расстоянии примерно 37 километров (по прямой) к северу от посёлка Ростовка, административного центра района. Абсолютная высота — 118 метров над уровнем моря. Уличная сеть села состоит из семи улиц.
Село Никоновка, как и вся Омская область, находится в часовой зоне МСК+3. Смещение применяемого времени относительно UTC составляет +6:00.
| 2006 | 2010 |
| ---- | ---- |
| 311  | ↘198 |

По данным Всероссийской переписи населения 2010 года, на мужчин приходится 49 % населения, на женщин — соответственно 51 %. В национальной структуре населения, согласно результатам переписи 2002 года, русские составляли 68 % из 306 человек.